# Telingana flavipes
Telingana flavipes är en insektsart som beskrevs av Kirby. Telingana flavipes ingår i släktet Telingana och familjen hornstritar. Inga underarter finns listade i Catalogue of Life.